# Оболенский, Валериан Валерианович
Валериа́н Валериа́нович Оболе́нский (партийный псевдоним Н. Оси́нский; 6 апреля [25 марта] 1887, с. Быки, Курская губерния — 1 сентября 1938, Москва) — советский экономист, государственный и партийный деятель, публицист.

## Биография
Родился в семье мелкопоместного нетитулованного дворянина, ветврача Валериана Егоровича Оболенского (1853—1921). Отец имел радикальные демократические убеждения, воспитывал детей на русских классиках, работах Белинского и Добролюбова. Воспитанник Московской 7-й гимназии.
С осени 1905 студент юридического факультета Московского университета. Во время Декабрьского вооружённого восстания был летучим репортёром «Известий Московского Совета», работал в социал-демократическом клубе.
В 1906 году изучал политэкономию в университетах Мюнхена и Берлина.
Занимался марксистским самообразованием. В 1907 году вступил в партию большевиков вместе с другими участниками марксистского кружка, среди которых были В. М. Смирнов, Д. П. Боголепов, В. М. Фирсов и другие. Вёл партийную работу в Москве, Твери, Харькове. Продолжал заниматься политэкономией вместе с Н. И. Бухариным. Окончил полный курс юридического факультета Московского университета, получив выпускное свидетельство (1911).
До 1917 года был трижды арестован. Первая ссылка в Тверь закончилась весной 1913. В годы ссылки в Твери начинает подписывать статьи в партийной прессе псевдонимом «Н. Осинский» в честь повешенного во времена Александра II народника Валериана Осинского. В дальнейшем он был более известен именно как Осинский.
В 1913 году участвовал в создании большевистской газеты «Наш путь» (с августа вышло 16 номеров). За это был подвергнут ссылке в Харьков. Там занялся изучением экономики сельского хозяйства, выпустив до революции две книги на эту тему.
Во время Первой мировой войны осенью 1916 был мобилизован и работал в интендантстве.

### После Октябрьской революции
В 1917 году совместно с Г. Л. Пятаковым был направлен на подавление саботажа чиновников Государственного банка, назначен первым управляющим Государственным банком Советской России. В декабре 1917 года назначен первым председателем Высшего совета народного хозяйства (ВСНХ).
Один из лидеров и авторов платформы «левых коммунистов». Противник заключения Брестского мира. В марте 1918 года — подал в отставку вместе с Н. И. Бухариным и ещё несколькими видными членами советского руководства, принадлежавшими к группе левых коммунистов.
Работал в ВСНХ на рядовых должностях, в редакции газеты «Правда», уполномоченным ВЦИК в Пензенской и Тульской губерниях. В 1920 году председатель Тульского губернского исполкома. В августе 1920 года стал членом коллегии Народного комиссариата продовольствия.
В 1920—1921 годах один из лидеров группы «демократического централизма». В 1923—1924 годах вместе с другими «децистами» поддержал левую оппозицию, подписал её обращение в Политбюро ЦК РКП(б), вошедшее в историю как «Заявление 46-ти», затем порвал с оппозицией.
Кандидат в члены ЦК коммунистической партии в 1921—1922 и 1925—1937 годах.
С марта 1921 года — заместитель народного Комиссара земледелия. В 1923—1924 — полпред Советской России в Швеции (в эти же годы его двоюродный брат, Леонид Леонидович Оболенский, отец тёзки-актёра — полпред Советской России в Польше). С июля 1925 года — член Президиума Госплана СССР. В 1926—1927 годах — директор Института мирового хозяйства и мировой политики. С февраля 1926 года — управляющий Центральным статистическим управлением. С декабря 1929 по декабрь 1930 года — заместитель председателя ВСНХ СССР. В 1932—1935 годах начальник ЦУНХУ Госплана СССР — заместитель Председателя Госплана СССР. В 1932—1937 годах — председатель ЦГК Комиссии по определению урожайности.
С 1932 года — академик АН СССР по Отделению общественных наук (социально-экономические науки).
С 1935 года — академик ВАСХНИЛ. В 1935—1937 годах директор Института истории науки и техники АН СССР. В 1937 году принимал участие в организации Всесоюзной переписи населения 1937 года.
С начала 1918 года жил с семьёй в квартире в Кремле, в июне 1937 года переселён в Дом на набережной.
14 октября 1937 года арестован. Одновременно был арестован проживавший вместе с ним его сын Вадим. В марте 1938 года был привлечён в качестве свидетеля к процессу Бухарина — Рыкова.
29 апреля 1938 общим собранием АН СССР исключён из состава АН СССР. 1 сентября 1938 года приговорён к высшей мере наказания и расстрелян в тот же день. Реабилитирован в 1957 году.

## Личная жизнь
Жена — Екатерина Михайловна Оболенская, урождённая Смирнова (1889—1964), сестра В. М. Смирнова. После ареста В. М. Смирнова и его жены в январе 1928 года Осинский и Екатерина Михайловна взяли на воспитание их сына Рэма. В 1937—1945 в заключении как член семьи изменника Родины. Реабилитирована в 1955.
- Сыновья:
  - Вадим Валерианович Оболенский (1912 — 10.12.1937) — окончил Военную академию механизации и моторизации РККА, инженер-конструктор НИИ-20 Наркомата оборонной промышленности СССР, арестован вместе с отцом, расстрелян 10 декабря 1937[7].
  - Валерьян Валерианович Оболенский (1922—1941)
- Дочь — Светлана Валериановна Оболенская (12 апреля 1925 — 26 октября 2012) — доктор исторических наук, автор книги «Дети большого террора»[8].

## Работы
- Морские хлебные фрахты (Черноморско-Азовское побережье). — Харьков, 1914.
- Урожаи хлебов в Южной России. — 1915.
- Строительство социализма. — 1918.
- Государственное регулирование крестьянского хозяйства: сборник статей. — М., 1920.
- Мировое хозяйство в оценке наших экономистов. — Петроград, 1923.
- Мировой сельскохозяйственный кризис. — М., 1923.
- Мировое хозяйство и кризисы. — М., 1924.
- Очерки мирового сельскохозяйственного рынка. — М., 1925.
- Американское сельское хозяйство по новейшим исследованиям. — М., 1925.
- По сельскохозяйственным штатам Северной Америки. — М., 1926.
- Мои лжеучения о Соединённых Штатах Северной Америки. — М., 1926.
- Международные и межконтинентальные миграции в довоенной России и СССР. — 1928.
- Положение и задачи народнохозяйственного учёта. — 1932.